# Clarence House
 (novembre 2017).
Si vous disposez d'ouvrages ou d'articles de référence ou si vous connaissez des sites web de qualité traitant du thème abordé ici, merci de compléter l'article en donnant les références utiles à sa vérifiabilité et en les liant à la section « Notes et références ».
Clarence House est une maison royale de Londres, située sur le Mall. Elle est mitoyenne du palais Saint James dont elle partage le jardin. 
Pendant presque cinquante ans, de 1953 à 2002, elle fut la résidence officielle de la reine mère (Queen Mum). Elle est ouverte aux visiteurs pendant environ deux mois chaque été, mais les rares billets doivent être réservés longtemps à l'avance.

## Histoire
La maison a été construite entre 1825 et 1827 sur les plans de John Nash. Elle fut commandée par Guillaume, duc de Clarence qui hérita du trône britannique en 1830. Il préférait vivre là plutôt qu'au palais Saint James tout proche, car il se trouvait trop à l'étroit dans ce dernier.
La résidence fut ensuite léguée à la princesse Augusta-Sophie, fille de George III qui mourut célibataire et sans descendance en 1840. Clarence House passe alors à Victoire de Saxe-Cobourg-Saalfeld, mère de la reine Victoria, jusqu'à sa mort en 1861. En 1866, Victoria céda la demeure à son second fils (et quatrième enfant), le duc d'Édimbourg jusqu'à la mort de celui-ci en 1900. Son plus jeune frère, le prince Arthur, duc de Connaught et Strathearn, troisième fils de Victoria habita la demeure de 1900 jusqu'à sa mort en 1942. Durant cette période, la maison subit de nombreux dommages infligés par les bombardements allemands. Elle fut aussi utilisée par la Croix-Rouge et par l'Ambulance Saint-Jean qui s'en servirent comme QG pendant le reste de la Seconde Guerre mondiale.
Elle fut ensuite donnée en 1947 à la princesse Élisabeth et à son époux, le duc d'Édimbourg. La princesse Anne, l'unique fille du couple, y est née en 1950. Après la mort du roi George VI en 1952, son épouse Elizabeth Bowes-Lyon, la reine mère, ainsi que leur fille cadette la princesse Margaret s'y installèrent, après que leur fille ainée Élisabeth monta sur le trône. Margaret déménagea lors de son mariage en 1960, dans un appartement du palais de Kensington.
Après la mort de la reine mère, le prince de Galles (futur Charles III) s'y installa en 2003, ayant fait faire une rénovation massive de la maison. La plupart des salles principales furent redécorées par le designer d'intérieurs Robert Kime et le bâtiment fut ravalé.
Actuellement Clarence House est la résidence principale de Charles III et de la reine Camilla. Ils continuent d’utiliser Clarence House comme domicile londonien au moins jusqu’en 2027 pendant les rénovations du palais de Buckingham qui reste le siège administratif de la monarchie et le lieu des événements d’État. 

## Apparence
La maison a trois étages, sans compter les greniers et les sous-sols, et une façade en stuc pâle. Elle a subi de nombreuses transformations et reconstructions importantes au cours de son histoire, notamment après la Seconde Guerre mondiale. Par conséquent, il ne reste que peu de choses de la structure originelle de John Nash.
Le terme Clarence House est souvent employé comme métonymie pour désigner le bureau privé du prince de Galles.

## Lieu de tournage
En 2018, une équipe de l'émission Secrets d'Histoire a tourné plusieurs séquences dans la maison dans le cadre d'un numéro consacré au prince Charles, intitulé Le prince Charles aux marches du trône, diffusé le 15 mai 2018 sur France 2.